# Acmella bauensis
Acmella bauensis – gatunek ślimaka z rzędu Littorinimorpha i rodziny Assimineidae. Endemit Borneo.
Gatunek ten opisany został po raz pierwszy w 2021 roku przez Mohammada Effendiego bin Marzukiego, Thor-Seng Liewa i Jayasilana Mohd-Azlana na łamach „ZooKeys”. Jako lokalizację typową wskazano Fairy Caves w Gunung Kapor w dystrykcie Bau malezyjskiego Sarawaku. Epitet gatunkowy pochodzi od nazwy dystryktu.
Stosunkowo cienka, przezroczysta, biała, niepołyskująca muszla osiąga poniżej 1,24 mm wysokości i 0,96 mm szerokości. Skrętka jest stożkowata, słabo po bokach wypukła, o zaokrąglonym wierzchołku i wgłębionych szwach. Skrętów jest mniej niż cztery. Mikrorzeźba protokonchy jest gąbczasta. Teleokoncha ma bardzo delikatną, drobną rzeźbę z blisko rozmieszczonych, ciągłych rowków spiralnych, poprzecinanych tylko w dużym powiększeniu obserwowalnymi liniami wzrostu. Jajowatego zarysu ujście ma poniżej 0,52 mm wysokości i 0,44 mm szerokości. Perystom jest niezmodyfikowany. Otwarty, wąski dołek osiowy ma średnicę 0,08 mm.
Gatunek orientalny, endemiczny dla Malezji i Borneo, podawany tylko z lokalizacji typowej w Sarawaku. Ekologia pozostaje nieznana, jako że znaleziono jedynie wyschnięte muszle tego ślimaka.